# Мартин Минчев
Мартин Павлов Минчев е български инженер и експериментален хирург.

## Биография
Завършва електронна техника в Техническия университет, София през 1987 г. със специализация по медицинска и ядрена електроника. През 1990 г. спечелва аспирантска стипендия в Университета на Албърта, Канада и през 1994 г. защитава там докторат по електроинженерство под ръководството на проф. Джак Кингма (Y. Jack Kingma). През същата година се обучава по експериментална хирургия в Хирургическия медицински научен институт в Едмънтън под ръководството на проф. Кенет Боуес. В периода от 1995 до 1997 е преподавател в Университета на Албърта в Едмънтън, Албърта, Канада. През 1997 г. спечелва катедрено място по биомедицински инструменти в Университета на Калгари, Албърта, Канада. През 2001 г. става редовен хабилитиран професор в Университета на Калгари и външен професор по експериментална хирургия в Университета на Албърта. От 2022 г. е почетен професор в катедрата по електро- и софтуерно инженерство на Университета на Калгари. През 2020 г. е назначен за професор в катедра „Инженерство“ в Университет „Хауърд Пейн“ в Тексас, САЩ, на която е основател. 

## Научно-развойна дейност
Автор е на стотици статии във водещи световни научни списания и конференции, и на десетки патентовани изобретения в областта на биомедицината, медицинската електроника, петролодобивната индустрия и инерционната навигация. Научните му публикации са широко цитирани от международните научни среди (H-индекс > 35 и над 4000 външни цитата).
През 2007 г. за оригинални и иновативни приноси в областта на разработката на биомедицински инструменти е избран за Fellow на Американския институт за медицинско и биологично инженерство, Вашингтон, САЩ. Той е старши член на IEEE, член на Американската гастроентерологична асоциация, почетен лектор на IEEE (2010 – 2011 г.). Бил е член на комисиите по оценка на научни грантове на Националната фондация за наука (САЩ) и на Научния съвет по естествени науки и инженерство (Канада). Носител е на редица награди както за преподаване, така и за научна дейност. Бил е гост-лектор в много университети и на различни научни форуми по света, както и научен ръководител на много студенти, аспиранти и специализанти. Бил е президент и изпълнителен директор на публични и частни компании.
Бил е външен рецензент на два основни англоезични университетски учебника по микроелектронни схеми и по анализ на биомедицински сигнали. През 2004 и 2006 г. е външен рецензент на две широкообхватни англоезични книги по история на България, написани от британския историк и академик проф. Ричард Крамптън.